# Fundația Europeană Titulescu

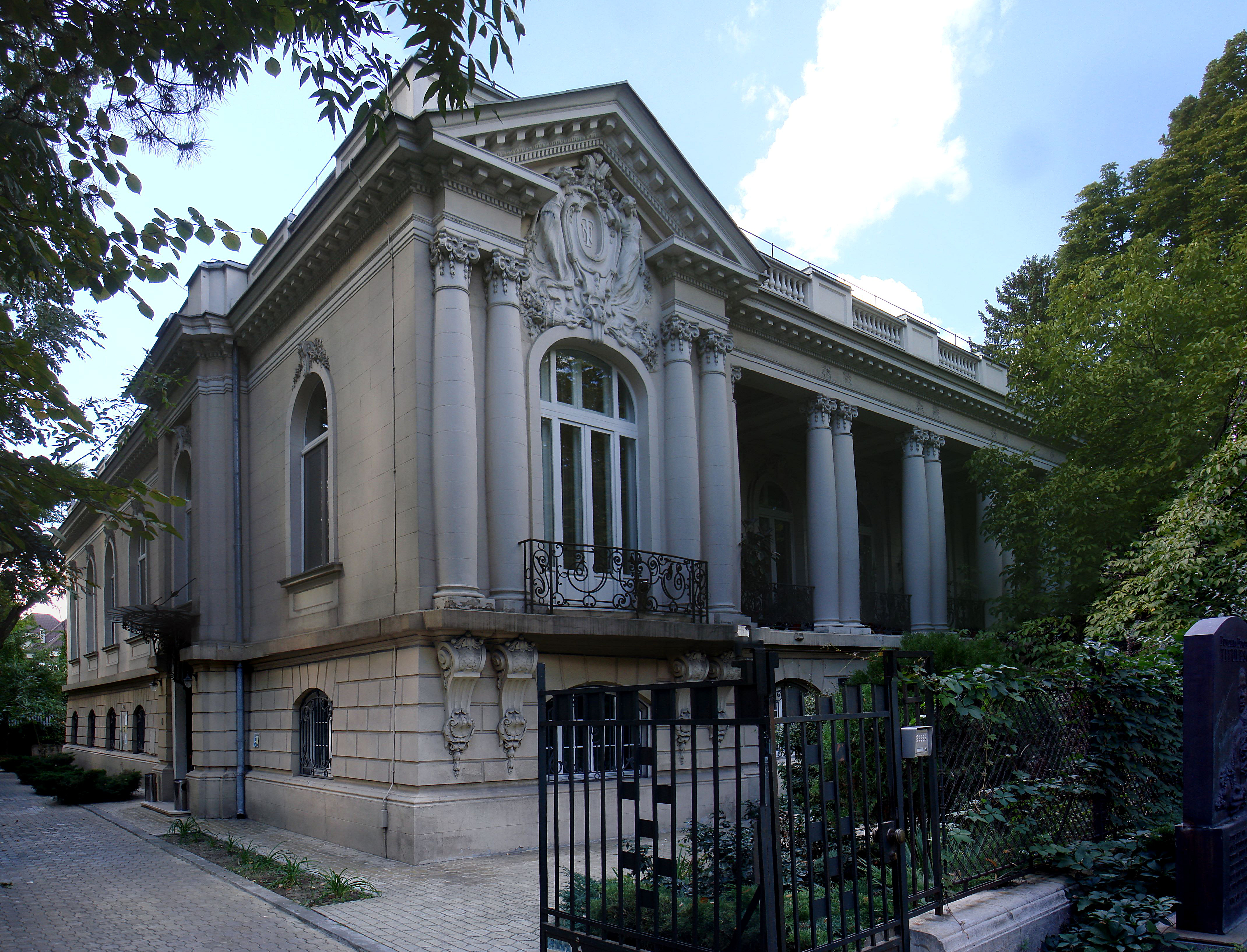
Casa Nicolae Titulescu, sediul Fundaţiei Europene Titulescu

Placă de bronz cu emblema Fundaţiei Europene Titulescu aşezată la intrarea în Casa Nicolae Titulescu

Fundația Europeană Titulescu a fost înființată pe 15 martie 1991 și are ca scop principal restituirea operei politico-diplomatice a lui Nicolae Titulescu, dar organizează dezbateri și simpozioane și pe alte teme.
Inițiatorul fundației și președintele consiliului de conducere al acesteia este Adrian Năstase. Din conducere mai fac parte și Laurențiu Guțică-Florescu, director al Muzeului de Istorie Olt; Octavian Știreanu, publicist; Florin Georgescu, fost vicepremier al guvernului Ponta I.
Sediul Fundației a fost stabilit în Casa Nicolae Titulescu din municipiul București, Șos. Kiseleff nr. 47 sector 1, monument istoric cu cod LMI B-II-m-A-18998, aflată în proprietatea RA-APPS. În 2001, pe când era premier, Adrian Năstase a declarat fundația de utilitate publică. În același an, Fundația Europeană Titulescu a primit în folosință pentru 49 de ani imobilul de pe șoseaua Kiseleff.
În primăvara anului 2006, în cadrul Fundației Europene Titulescu a fost înființat Centrul de Studii Strategice, ca forum de dezbatere a unor probleme complexe ale vieții și relațiilor internaționale contemporane, cu precădere a celor europene și euroatlantice. Sunt abordate aspectele politice, economice și geostrategice, se analizează interesele, implicațiile și pozițiile României, și se sugerează factorilor de decizie la nivel național perspective, abordări și proiecte.
Pe placa de bronz cu emblema Fundației Europene Titulescu așezată la intrarea în Casa Nicolae Titulescu este înscris următorul citat:
Fiecare își are misiunea sa, cu toții uniți cum ne-am putea îndoi de succes? Ce importanță are faptul că nu vom mai fi prezenți în ziua când opera va fi terminată?
Nicolae Titulescu

## Membrii Fundației Titulescu
Membri de drept sunt președintele Academiei Române și ministrul de Externe în funcție. În 2011, membrii fundației erau:
- Dan Berindei, academician (azi[4] decedat)
- Bogdan Aurescu, lect. univ. dr., Secretar de stat Ministerul Afacerilor Externe;
- Dumitru Dorin Prunariu, astronaut, general maior, președinte al COPUOS, Comitetul ONU pentru Utilizarea Pașnică a Spațiului Extra-atmosferic;
- Traian Chebeleu, ambasador;
- Cristina Vasiloiu, publicist;
- Corneliu Mihai Lungu, prof. univ. dr., membru AOSR;
- Cătălin Zamfir, academician, președinte al Institutului Social Român;
- George G. Potra, istoric, membru AOSR (azi[4] decedat);
- Răzvan Theodorescu, academician, membru fondator al Fundației Europene Titulescu (azi[4] decedat);
- Ion Gâlea, director general Direcția Tratate și Juridică din MAE;
- Bogdan Niculescu-Duvăz, arhitect, deputat (azi[4] decedat);
- Titus Corlățean, jurist, senator, Președintele Comisiei de Politică Externă a Senatului;
- Cristian Dumitrescu, economist, diplomat, deputat;
- Cristiana Uzuna, avocat;
- Dragoș Andrei, diplomat;
- Gheorghe Tinca, diplomat;
- Paraschiva Bădescu, diplomat (azi[4] decedată).